# فلور سيلفستر
غويلرمينا خيمينيث شابولا (16 أغسطس 1930 - 25 نوفمبر 2020)، (المعروف مهنيا باسم فلور سيلفستر)، هي مغنية وممثلة وفارسة مكسيكية. كانت واحدة من أبرز وأنجح فناني الموسيقى المكسيكية وأمريكا اللاتينية، وكانت نجمة الأفلام المكسيكية الكلاسيكية. تضمنت مسيرتها المهنية التي استمرت لأكثر من 70 عامًا الإنتاج المسرحي والبرامج الإذاعية والتسجيلات والأفلام والبرامج التلفزيونية والكوميديا وعروض الروديو.
ولدت فلور سيلفستر يوم 16 أغسطس 1930 في سالامانكا، غواناخواتو، المكسيك. وكانت طفلة ثالثة لخيسوس خيمينيز سرفانتس، صاحب جزارة، وماريا دي خيسوس شابولا. كان والدها يمتلك ويدير متجرًا للحوم في سالامانكا. أشقاؤها الأكبر سنًا هم فرانسيسكو «بانشو» وراكيل، وإخوتها الأصغر سنًا هم إنريكيتا «لا بريتا ليندا» وخوسيه لويس وماريا دي لا لوز «ماري» وأرتورو. أصبح إنريكيتا وماريا دي لا لوز مطربين.
نشأت في سالامانكا وبدأت الغناء في سن مبكرة. شجعها والداها اللذان كانا مولعين بالغناء أيضًا. أحبت موسيقى المارياتشي للمطربين المكسيكيين المشهورين خورخي نيجريت ولوتشا رييس، وغنت أيضًا الأغاني التي تنتمي إلى أنواع باسودوبل والتانغو وبوليرو، والتي كانت شائعة في المكسيك في أواخر الثلاثينيات من القرن العشرين. أدى اهتمامها بالغناء والتمثيل إلى المشاركة في مسابقات عيد الميلاد والمسرحيات المدرسية والمهرجانات المحلية.
حثت والدتها، التي أرادت العيش في مكسيكو سيتي، والدها على بيع جميع ممتلكاتهم في سالمانكا ونقل العائلة إلى العاصمة المكسيكية. أخذت ماريا دي خيسوس أطفالها الثلاثة الصغار معها إلى مكسيكو سيتي، تاركة أكبر أربعة أطفال (بما في ذلك غييرمينا) في سالامانكا تحت رعاية أخواتها، اللاتي كن راهبات. أكملت دراستها الابتدائية في سالامانكا قبل لم شملها مع عائلتها في مكسيكو سيتي. في مكسيكو سيتي، سجلها والداها في مدرسة «Escuela Bancaria «Comercial Milton في شارع ماديرو، حيث أخذت دروس السكرتارية.
بدأت غويلرمينا خيمينيز مسيرتها الغنائية في عام 1943، عندما كانت تبلغ من العمر 13 عامًا. حضر والدها أداء بوليدو مريش الشهير في تياترو ديل بويبلو، وهو مسرح يقع في أبيلاردو. رودريغيز سوق في مدينة مكسيكو سيتي. بعد انتهاء العرض، نهضت على خشبة المسرح وأخبرت مخرج المسرح أنها تريد الغناء. رفض مدير مارياتشي بوليدو مرافقتها، مشيرًا إلى أنهم لم يتعاونوا مع الهواة، ولكن مدير المسرح، كارلوس لوبيز سانتيلان، أخبرها أنه سيسمح لها بالغناء في الأسبوع التالي ووعد بتوظيف مارياشي من تينامبا شريط لأداء معها. في يوم ظهورها الأول، مرتدية بلوزة وتنورة مكسيكية تقليدية صنعتها لها والدتها، غنت ثلاث أغنيات شهيرة، «"La canción mexicana"» و «"Yo también soy mexicana"» و «"El herradero"». حقق أداؤها نجاحًا كبيرًا ونالت ترحيباً من الجمهور.
تزوجت فلور سيلفستر من زوجها الأول «أندريس نييتو» في الأربعينيات القرن العشرين. أنجبت طفلتها الأولى المغنية والراقصة داليا إينيس، عندما كانت في السادسة عشرة من عمرها.
حوالي عام 1953، تزوجت فلور من المذيع الإذاعي ومؤرخ مصارعة الثيران فرانسيسكو روبياليس كالفو «باكو مالجستو»، الذي أصبح فيما بعد مقدمًا شهيرًا ورائدًا للتلفزيون المكسيكي. كان لديهم طفلان، المترجم فرانسيسكو روبياليس والمغنية والممثلة مارسيلا روبياليس. كانوا يعيشون في منزل في حي ليندافيستا في مكسيكو سيتي. انفصل الزوجان وبدأت إجراءات الطلاق في عام 1958.
كان الزوج الثالث والأخير لفلور سيلفستر هو المغني والممثل أنطونيو أغيلار. كان حب حياتها. التقيا لأول مرة في عام 1950 عندما تمت دعوته للغناء في برنامجها «Increíble pero cierto» في استوديو «Verde y Oro» لمحطة «XEW» الإذاعية في مكسيكو سيتي. في عام 1955، أنتجوا فيلمهم الأول معًا «La huella del chacal»، لكن علاقتهم بدأت عندما صنعوا فيلم «El rayo de Sinaloa» في عام 1957. تزوجا في عام 1960 ولديهما ولدان أصبحا أيضًا مغنيين وممثلين، أنطونيو «تونيو» أغيلار وخوسيه "بيبي" أغيلار. قامت فلور سيلفستر ببناء منزل واسع ومزرعة، El Soyate، شمال شرق Tayahua، زاكاتيكاس.
في 28 فبراير 2012، خضعت فلور سيلفستر لعملية جراحية لاستئصال سرطان لها الحق الرئة. استجابت بشكل جيد للجراحة.

## وفاتها
توفيت فلور سيلفستر في 25 نوفمبر 2020، في منزلها في فيلانويفا، زاكاتيكاس، المكسيك.

## الجوائز والتكريمات
حصلت فلور سيلفستر على العديد من الجوائز والأوسمة طوال حياتها المهنية. لديها بصمات يديها في ساحة بلازا دي لاس إستريلاس (المعادل المكسيكي لمسار المشاهير في هوليوود).

## روابط خارجية
- فلور سيلفستر على موقع IMDb (الإنجليزية)
- فلور سيلفستر على موقع ميوزك برينز (الإنجليزية)
- فلور سيلفستر على موقع تيرنر كلاسيك موفيز (الإنجليزية)
- فلور سيلفستر على موقع أول موفي (الإنجليزية)
- فلور سيلفستر على موقع ديسكوغز (الإنجليزية)
- فلور سيلفستر على موقع قاعدة بيانات الفيلم (الإنجليزية)